# Isola di Proratora
L'isola di Proratora è un'isola del mar Tirreno situata a ridosso della costa nord-orientale della Sardegna, antistante il capo di Coda Cavallo.

Appartiene amministrativamente al comune di San Teodoro e si trova all'interno dell'area naturale marina protetta Tavolara - Punta Coda Cavallo.